# NGC 2543
NGC 2543 este o interacțiune de galaxii situată în constelația Linxul. A fost descoperită în 3 februarie 1788 de către William Herschel. Se află la o distanță de 33,42 de megaparseci de Pământ.